# Heinz Ches
Georg Michael Welzel mais conhecido como Heinz Chez (Cottbus, Alemanha, 22 de julho de 1944 – Tarragona, Espanha, 2 de março de 1974) foi um dos dois últimos "garrotados" (ou seja, executados pelo garrote vil) pelo regime de Franco, juntamente com o anarquista espanhol Salvador Puig Antich.

## Biografia

### Da RDA à Espanha
Nascido na Alemanha Oriental, que após a Segunda Guerra Mundial faria parte da República Democrática Alemã (entre 1949 e 1990), Welzel tentou escapar do país três vezes (1964, 1967 e 1970), segundo dados dos arquivos da Stasi (a polícia política do Ministério da Segurança do Estado); falhando em três tentativas, ele passou grande parte de sua juventude na prisão. Ele foi finalmente libertado e cruzou a Cortina de Ferro em 16 de maio de 1972, para Berlim Ocidental. Alguns meses depois, em 12 de dezembro de 1972, Welzel entrou na Espanha através da fronteira de Portbou (Girona) com um passaporte grosseiramente falsificado em nome de Klaus Hermann Rudolf Sackman.

### Detenção
Uma semana depois de entrar na Espanha, em 19 de dezembro de 1972, Welzel assassinou um agente da Guarda Civil em Hospitalet del Infante (Tarragona). Naquele dia ele foi parar no bar do acampamento Cala d'Oques, naquela cidade. Ele carregava uma espingarda que roubara poucos dias antes do chalé de um vinicultor alemão; foi servido por uma das duas garçonetes holandesas que trabalhavam no bar, sem se surpreender com a arma que carregava, pois era época de caça. Minutos depois, o guarda civil Antonio Torralbo entrou nas instalações, como todos os dias. Poucos segundos depois, Welzel, sem motivo aparente, atirou nele, matando-o. A garçonete escapou e avisou; enquanto isso, Welzel escondeu o corpo, mas deixando um grande rastro de sangue e pegadas abundantes. Quando a Guarda Civil chegou, ela já havia desaparecido. 
Enquanto fugia, descartou a arma e, no dia seguinte, foi preso na estação ferroviária de Ametlla de Mar (Tarragona). No momento da prisão, ele declarou que nasceu em Stettin (Polônia) em 1939 e se autodenominava Heinz Ches. Não foi difícil para ele construir essa falsa identidade (o nome de seu pai era Karl-Heinz, o nome de solteira de sua mãe era Ches e seu avô materno era da Silésia, hoje Polônia). Sua verdadeira identidade foi rapidamente descoberta durante a investigação policial do homicídio, por meio da Interpol, que enviou um relatório onde foi revelada e que acompanha a investigação. No entanto, por motivos não esclarecidos, a identificação e o relatório foram ocultados (pelo menos do seu advogado, da imprensa e da opinião pública) e a falsa identidade de Heinz Ches, apátrida e sem família, foi intencional e indefinidamente mantida. Welzel também foi acusado da tentativa de homicídio de outro guarda civil, Jesús Martínez, no porto de Barcelona, seis dias antes, embora nunca o tenha reconhecido. Segundo algumas testemunhas, ele foi visto em um bar do porto ao entardecer de 13 de dezembro e, ao sair do local, teria disparado uma pistola de pequeno calibre contra o agente que guardava a área e ficou gravemente ferido, embora tenha sobrevivido.

### Condenação e execução
Em 7 de setembro de 1973, Welzel, após ser julgado em uma corte marcial militar, foi condenado à morte. Em 2 de março de 1974, às 9h30, ele foi executado por garrote vil na prisão de Tarragona pelas mãos do carrasco José Monero Renomo (que nunca tinha sido carrasco ou usado o garrote vil). Paralelamente, Salvador Puig Antich (condenado à morte pelo assassinato do policial Francisco Anguas Barragán, logo após o atentado contra o primeiro-ministro Carrero Blanco) morreu dez minutos depois, quando foi executado pelo mesmo método. A morte por garrote vil era praticada durante o regime de Franco, como método de execução. O prisioneiro sentava-se amarrado a um poste ou cadeira onde era colocado um anel ao redor do pescoço, enquanto nas costas, na altura do pescoço, havia um orifício por onde saía um parafuso grosso, que o carrasco girava intencionalmente de quebrar o pescoço. Na pior das hipóteses, a vítima morreu rapidamente. No entanto, o carrasco de Welzel nunca havia executado uma execução antes e não sabia que o aparelho precisava ser preso a um poste para obter a pressão necessária no pescoço, então Welzel demorou cerca de 25 minutos para morrer. Nos dias que se seguiram, a foto de Welzel apareceu na imprensa espanhola juntamente com a de Puig Antich (a mais notável foi a publicada na primeira página do semanário El Caso); Aproximadamente retocado, dava-lhe um ar falso e sinistro, uma postura violenta que contrasta com a aparência um tanto assustada que ele mostrava na fotografia original tirada após a prisão. 

## Investigação posterior
No início do século XXI, trinta anos depois dos acontecimentos, a personalidade de Heinz Ches foi objeto de uma profunda investigação realizada pelo jornalista Raúl Riebenbauer (Valência, 1969) em seu livro El silencio de Georg (2005) . Riebenbauer soube da história de Ches dez anos antes, lendo o livro Verdugos y tortdores, de Juan Eslava Galán, e viu a imagem pela primeira vez na capa do jornal El Caso em 9 de março de 1974: "Fui apanhado por isso", disse Riebenbauer declarou em mais de uma ocasião. Segundo ele, Welzel era um homem obcecado pela liberdade, preso três vezes por tentar fugir da Alemanha Oriental e que após a libertação "chegou ao país errado na hora errada". Riebenbauer descobriu o nome verdadeiro do executado, sua origem e a existência de uma família alemã que ainda confiava na aparência de Welzel. A investigação não foi fácil porque até 1995 os militares negaram o acesso ao resumo e Riebenbauer teve que abrir um processo civil para ter acesso a essa documentação. Esta investigação concluiu que Chez se chamava realmente Georg Michael Welzel e que ele nasceu em Cottbus, perto de Berlim e a 30 quilômetros da atual fronteira com a Polônia, dentro dos limites da então República Democrática Alemã. 

## Na cultura popular
Em 7 de novembro de 1977, a companhia de teatro Els Joglars estreou em Barbastro "La Torna", uma peça que recria sarcasticamente os últimos dias de Heinz Ches. Em 2 de dezembro do mesmo ano, dois dias após a estreia no teatro Bartrina em Reus (Tarragona), a autoridade militar proibiu a peça e seu diretor, Albert Boadella, foi detido e encarcerado, iniciando imediatamente uma corte marcial contra vários membros da empresa. Com a história recuperada quase na sua totalidade, a produtora valenciana Malvarrosa Mitjana, ao longo de 2004, e com o cineasta valenciano Joan Dolç, realizaram as filmagens do documentário La muerte de nadie (el enigma de Heinz Chez), em que a vida e a verdade identidade deste homem foram detalhadas.